# Dave Dowle
David 'Duck' Dowle (Londres, 20 de octubre de 1953) es un baterista inglés que ha trabajado con las bandas Brian Auger's Oblivion Express, Streetwalkers, Whitesnake, Runner, Midnight Flyer y Bernie Marsden.
En enero de 1978 David fue convocado por el cantante ex-Deep Purple, David Coverdale, para formar una nueva banda llamada Whitesnake. La agrupación se formó con Coverdale como vocalista, Micky Moody y Bernie Marsden como guitarristas y Neil Murray en el bajo. Esta alineación grabó el EP Snakebite, el cual fue publicado en junio de 1978. En agosto de ese mismo año el teclista Jon Lord se unió a la banda para grabar el álbum Trouble. Dowle participó en la grabación del siguiente álbum, Lovehunter, pero en julio de 1979, antes del lanzamiento del álbum, fue reemplazado por Ian Paice. La última participación de Dave en un disco de Whitesnake se dio en el directo Live... in the Heart of the City, publicado en 1980.

## Discografía

### Brian Auger's Oblivion Express
- Reinforcements

### Whitesnake
- Snakebite (1978)
- Trouble (1978)
- Lovehunter (1979)
- Live at Hammersmith (1980)

### Runner
- Runner

### Midnight Flyer
- Midnight Flyer
- Rock 'n' Roll Party